# Yuanyang, Xinxiang
Yuanyang är ett härad som lyder under Xinxiangs stad på prefekturnivå i Henan-provinsen i norra Kina.